# Хрнчевич, Йосип
Йосип Хрнчевич (сербохорв. Јосип Хрнчевић / Josip Hrnčević; 9 декабря 1901, Обровница — 13 мая 1994, Загреб) — югославский хорватский юрист, председатель Союзного суда Федеративной Народной Республики Югославия в 1951—1959 годах, общественно-политический деятель СФРЮ и СР Хорватии, участник Народно-освободительной войны Югославии.

## Биография

### Довоенные годы
Родился 9 декабря 1901 года в деревне Обровница (около Бьеловара, ныне Хорватия). Окончил в 1922 году Бьеловарскую гимназию, учился на юридическом факультете в Загребском университете и окончил его в 1927 году. Изначально работал судейским и адвокатским помощником в Загребе, а также судьёй краевых судов в Бьеловаре, Новске, Вуковаре и Чаковце, окружных судов в Вараждине и Сремска-Митровице (с 1929 по 1941 годы).
Йосп Хрнчевич стал членом Коммунистической партии Югославии с 1933 года. Занимал пост секретаря Вараждинского и Чаковацкого городских комитетов с 1934 года, с 1937 по 1941 годы секретарь окружного комитета. В марте 1940 года на совещании КП Хорватии в Загребе был делегатом, в августе того же года на Первой конференции КПХ избран кандидатом в члены ЦК КПХ.

### Народно-освободительная война Югославии
Хрнчевич был одним из организаторов Народно-освободительного движения в Хорватском загорье и Меджимурье. В июне участвовал в основании 1-й партизанский группы в окрестностях Вараждина, в августе работал на территории Сремска-Митровицы. С января 1942 года служил заместителем политрука Фрушкогорского партизанского отряда, затем работал в штабе в Среме. В ноябре 1942 года как делегат штаба 3-го Сремского отряда отправлен в штаб 3-й оперативной зоны в Славонии. По возвращении из Славонии Хрнчевич был назначен членом Славонского областного комитета КП Хорватии и секретарём местного народно-освободительного комитета.
Летом 1943 года Хрнчевич отправился в Загреб на партийную работу. По возвращении из Загреба в сентябре был назначен секретарём комитета Загребской области КПХ, с ноября стал членом представительства ЦК КПХ в Северной Хорватии. В апреле 1944 года прибыл в Верховный штаб НОАЮ, где был назначен начальником военно-судебного отделения и председателем совета Высшего военного суда при Верховном штабе.
В годы войны Йосип Хрнчевич дослужился до звания полковника НОАЮ, после войны переведён в запас и произведён в генерал-майоры.

### После войны
После войны Хрнчевич был председателем Военного совета Верховного суда ФНРЮ в 1945—1946 годах, союзным государственным прокурором в 1946—1951 годах, председателем Союзного верховного суда в 1951—1959 годах, членом Союзного исполнительного вече и его секретарём по правосудию (1959—1963). После принятия Конституции Югославии 1963 года избран председателем Конституционного суда СР Хорватии, на пенсию вышел в 1967 году.
Хрнчевич также был членом ЦК Союза коммунистов Хорватии в 1946—1954 и 1965—1968 годах, членом ЦК Союза коммунистов Югославии в 1952—1964 годах и членом Совета Федерации СФРЮ. Депутат Сабора НР Хорватии, народный депутат Народной скупщины ФНРЮ I и II созывов. Член Союзного комитета Социалистического союза трудового народа Югославии и его главного комитета в НР Хорватии, член ЦК Союза объединения бойцов Народно-освободительной войны Югославии, член президиума Союза объединений юристов Югославии.
Умер 13 марта 1994 года в Загребе.

## Литературная работа
Хрнчевич является автором статей и исследований на тематику деятельность государственным прокуроров и конституционных судов в различных периодических изданиях и сборниках публикаций. Он составил сборники историко-публицистических статей о Загребе в годы Второй мировой войны. Автор книг «Свидетельства» (сербохорв. Свједочанства / Svjedočanstva; Загреб, 1984) и «Красные знамёна — 1936» (сербохорв. Црвене заставе – 1936 / Crvene zastave – 1936; Загреб, 1986; соавтор).
Кавалер ряда орденов и медалей Югославии, в том числе Партизанской памятной медали 1941 года, орденов Национального освобождения, Заслуг перед народом (с золотой звездой), братства и единства (золотая звезда), Труда (с Красным знаменем) и «За храбрость».